# Pascal Dibie
Pascal Dibie, né le 16 mars 1949 à Paris, est un ethnologue français.

## Parcours académique
Il devient maître de conférences en ethnologie à l'Université Paris 7 Diderot en 1987. La même année, il est le dernier lauréat du prix Henri-Dumarest de l'Académie française pour son ouvrage Ethnologie de la chambre à coucher. Depuis qu'il a écrit en 1979 sur la vie dans son village d'enfance avec le village retrouvé, il est considéré comme l'ethnologue de sa tribu. Il pratique une ethnologie du quotidien